# Fritillaria rixii
Fritillaria rixii är en liljeväxtart som beskrevs av Zaharof. Fritillaria rixii ingår i Klockliljesläktet och i familjen liljeväxter.
Artens utbredningsområde är Grekland. Inga underarter finns listade.